# 异叶鹅掌柴
异叶鹅掌柴（学名：Schefflera diversifoliolata），为五加科鹅掌柴属下的一个植物种。
为五加科、鹅掌柴属植物，产云南东南部（屏边、金平）。生于海拔1600—2200米的山谷林中。